# NHL 1971/72
Die NHL-Saison 1971/72 war die 55. Spielzeit in der National Hockey League. 14 Teams spielten jeweils 78 Spiele. Den Stanley Cup gewannen die Boston Bruins nach einem 4:2-Erfolg in der Finalserie gegen die New York Rangers. Bereits im Vorjahr war der Play-off-Modus geändert worden. Hiervon profitierten diesmal der noch immer stärkere Osten und stellte beide Finalteilnehmer. Die Saison startete ohne zwei ihrer Urgesteine: Gordie Howe beendete seine Karriere und in Montreal musste die Lücke, die Jean Béliveau hinterlassen hatte, durch den jungen Guy Lafleur gefüllt werden. Als Trainer verpflichteten die Canadiens Scotty Bowman. Auch finanziell brachen neue Zeiten an. Bobby Orr unterzeichnete einen Vertrag, der ihm in fünf Jahren eine Million Dollar brachte.

## Reguläre Saison

### Abschlusstabellen
Abkürzungen: W = Siege, L = Niederlagen, T = Unentschieden, GF= Erzielte Tore, GA = Gegentore, Pts = Punkte
| East Division       | W  | L  | T  | GF  | GA  | Pts |
| ------------------- | -- | -- | -- | --- | --- | --- |
| Boston Bruins       | 54 | 13 | 11 | 330 | 204 | 119 |
| New York Rangers    | 48 | 17 | 13 | 317 | 192 | 109 |
| Montréal Canadiens  | 46 | 16 | 16 | 307 | 205 | 108 |
| Toronto Maple Leafs | 33 | 31 | 14 | 209 | 208 | 80  |
| Detroit Red Wings   | 33 | 35 | 10 | 261 | 262 | 76  |
| Buffalo Sabres      | 16 | 43 | 19 | 203 | 289 | 51  |
| Vancouver Canucks   | 20 | 50 | 8  | 203 | 297 | 48  |

| West Division           | W  | L  | T  | GF  | GA  | Pts |
| ----------------------- | -- | -- | -- | --- | --- | --- |
| Chicago Blackhawks      | 46 | 17 | 15 | 256 | 166 | 107 |
| Minnesota North Stars   | 37 | 29 | 12 | 212 | 191 | 86  |
| St. Louis Blues         | 28 | 39 | 11 | 208 | 247 | 67  |
| Pittsburgh Penguins     | 26 | 38 | 14 | 220 | 258 | 66  |
| Philadelphia Flyers     | 26 | 38 | 14 | 200 | 236 | 66  |
| California Golden Seals | 21 | 39 | 18 | 216 | 288 | 60  |
| Los Angeles Kings       | 20 | 49 | 9  | 206 | 305 | 49  |

### Beste Scorer
Abkürzungen: GP = Spiele, G = Tore, A = Assists, Pts = Punkte
| Spieler         | Team         | GP | G  | A  | Pts |
| --------------- | ------------ | -- | -- | -- | --- |
| Phil Esposito   | Boston       | 76 | 66 | 67 | 133 |
| Bobby Orr       | Boston       | 76 | 37 | 80 | 117 |
| Jean Ratelle    | NY Rangers   | 63 | 46 | 63 | 109 |
| Vic Hadfield    | NY Rangers   | 78 | 50 | 56 | 106 |
| Rod Gilbert     | NY Rangers   | 73 | 43 | 54 | 97  |
| Frank Mahovlich | Montreal     | 76 | 43 | 53 | 96  |
| Bobby Hull      | Chicago      | 78 | 50 | 43 | 93  |
| Yvan Cournoyer  | Montreal     | 73 | 47 | 36 | 83  |
| John Bucyk      | Boston       | 78 | 32 | 51 | 83  |
| Bobby Clarke    | Philadelphia | 78 | 35 | 46 | 81  |
| Jacques Lemaire | Montreal     | 77 | 32 | 49 | 81  |

## Stanley-Cup-Playoffs
| Viertelfinale | Viertelfinale         | Viertelfinale    |    |                       | Halbfinale | Halbfinale | Halbfinale |  |  | Stanley-Cup-Finale | Stanley-Cup-Finale | Stanley-Cup-Finale |
|               |                       |                  |    |                       |            |            |            |  |  |                    |                    |                    |
| E1            | Boston Bruins         | 4                |    |                       |            |            |            |  |  |                    |                    |                    |
| E4            | Toronto Maple Leafs   | 1                |    |                       |            |            |            |  |  |                    |                    |                    |
| E4            | Toronto Maple Leafs   | 1                | E1 | Boston Bruins         | 4          |            |            |  |  |                    |                    |                    |
|               |                       |                  | E1 | Boston Bruins         | 4          |            |            |  |  |                    |                    |                    |
|               | W3                    | St. Louis Blues  | 0  |                       |            |            |            |  |  |                    |                    |                    |
| W2            | W3                    | St. Louis Blues  | 0  | Minnesota North Stars | 3          |            |            |  |  |                    |                    |                    |
| W2            |                       |                  |    | Minnesota North Stars | 3          |            |            |  |  |                    |                    |                    |
| W3            | St. Louis Blues       | 4                |    |                       |            |            |            |  |  |                    |                    |                    |
| W3            | St. Louis Blues       | 4                | E1 | Boston Bruins         | 4          |            |            |  |  |                    |                    |                    |
|               |                       |                  |    | Boston Bruins         | 4          |            |            |  |  |                    |                    |                    |
|               | E2                    | New York Rangers | 2  |                       |            |            |            |  |  |                    |                    |                    |
| W1            | E2                    | New York Rangers | 2  | Chicago Black Hawks   | 4          |            |            |  |  |                    |                    |                    |
| W1            |                       |                  |    | Chicago Black Hawks   | 4          |            |            |  |  |                    |                    |                    |
| W4            | Pittsburgh Penguins   | 0                |    |                       |            |            |            |  |  |                    |                    |                    |
| W4            | Pittsburgh Penguins   | 0                | W1 | Chicago Black Hawks   | 0          |            |            |  |  |                    |                    |                    |
|               |                       |                  | W1 | Chicago Black Hawks   | 0          |            |            |  |  |                    |                    |                    |
|               | E2                    | New York Rangers | 4  |                       |            |            |            |  |  |                    |                    |                    |
| E2            | E2                    | New York Rangers | 4  | New York Rangers      | 4          |            |            |  |  |                    |                    |                    |
| E2            |                       |                  |    | New York Rangers      | 4          |            |            |  |  |                    |                    |                    |
| E3            | Canadiens de Montréal | 2                |    |                       |            |            |            |  |  |                    |                    |                    |

## NHL-Auszeichnungen
| Art Ross Trophy:                | Phil Esposito, Boston Bruins                                                  |
| Hart Memorial Trophy:           | Bobby Orr, Boston Bruins                                                      |
| Lady Byng Memorial Trophy:      | Jean Ratelle, New York Rangers                                                |
| Vezina Trophy:                  | Tony Esposito & Gary Smith, Chicago Blackhawks                                |
| Calder Memorial Trophy:         | Ken Dryden, Montréal Canadiens                                                |
| James Norris Memorial Trophy:   | Bobby Orr, Boston Bruins                                                      |
| Bill Masterton Memorial Trophy: | Bobby Clarke, Philadelphia Flyers                                             |
| NHL Plus/Minus Award:           | Bobby Orr, Boston Bruins                                                      |
| Lester Patrick Trophy:          | Clarence S. Campbell, John A. „Snooks“ Kelly, Cooney Weiland, James D. Norris |
| Lester B. Pearson Award:        | Jean Ratelle, New York Rangers                                                |